# ممرض أسرة ممارس
يقدم ممرض الأسرة الرعاية الصحية المستمرة والشاملة للفرد والأسرة لجميع الأعمار والأجناس والأمراض وأنظمة الجسم.
الرعاية الأولية تؤكد على الطبيعة الشمولية للصحة وتستند إلى معرفة المريض في سياق الأسرة والمجتمع، مع التركيز على الوقاية من الأمراض وتعزيز الصحة.

## التعليم والشهادة
بعد الإعداد التعليمي على مستوى الماجستير أو الدكتوراه، يجب أن تصبح ممرضة الأسرة معتمدة من مجلس معتمد من قبل هيئة إصدار الشهادات المعتمدة.
يجب الحفاظ على شهادة المجلس من خلال الحصول على اعتمادات تعليم التمريض المستمر. في الولايات المتحدة، يتم تقديم شهادة مجلس الإدارة إما من خلال مركز اعتماد الممرضات الأمريكي (جوائز الاعتماد) أو من خلال برنامج الجمعية الأمريكية لبرامج ممرض ممارس (يمنح شهادة الاعتماد).

## نطاق الممارسة
تقدم ممرضة الأسرة مجموعة من خدمات الرعاية الصحية الحادة والمزمنة والوقائية. بالإضافة إلى تشخيص ومعالجة الأمراض، فإنها توفر أيضًا الرعاية الوقائية، بما في ذلك الفحوصات الروتينية، وتقييمات المخاطر الصحية، والتحصين وفحوصات الفحص، وتقديم المشورة الشخصية بشأن الحفاظ على نمط حياة صحي. كما تقوم  ممرضة الأسرة بإدارة الأمراض المزمنة، وغالبًا ما تقوم بتنسيق الرعاية المقدمة من الأطباء المتخصصين.